# 1. československá fotbalová liga 1966/1967
1. československou ligu v sezóně 1966 – 1967 vyhrála Sparta ČKD Praha.

## Tabulka ligy
| Poř. | Tým                        | Z  | V  | R | P  | VG | OG | B  |
| ---- | -------------------------- | -- | -- | - | -- | -- | -- | -- |
| 1.   | TJ Sparta ČKD Praha        | 26 | 18 | 3 | 5  | 53 | 21 | 39 |
| 2.   | TJ Slovan CHZJD Bratislava | 26 | 14 | 7 | 5  | 33 | 17 | 35 |
| 3.   | TJ Spartak Trnava          | 26 | 16 | 2 | 8  | 53 | 26 | 34 |
| 4.   | AS Dukla Praha             | 26 | 15 | 3 | 8  | 52 | 27 | 33 |
| 5.   | TJ Slavia Praha IPS        | 26 | 12 | 6 | 8  | 39 | 37 | 30 |
| 6.   | TJ Jednota Trenčín         | 26 | 11 | 7 | 8  | 40 | 29 | 29 |
| 7.   | TJ Jednota Žilina          | 26 | 9  | 8 | 9  | 43 | 41 | 26 |
| 8.   | TJ VSS Košice              | 26 | 9  | 6 | 11 | 27 | 26 | 24 |
| 9.   | TJ Sklo Union Teplice      | 26 | 9  | 4 | 13 | 23 | 36 | 22 |
| 10.  | TJ Inter Bratislava        | 26 | 9  | 3 | 14 | 36 | 36 | 21 |
| 11.  | TJ Bohemians ČKD Praha     | 26 | 8  | 4 | 14 | 24 | 52 | 20 |
| 12.  | TJ Lokomotíva Košice       | 26 | 6  | 6 | 14 | 16 | 46 | 18 |
| 13.  | TJ Spartak ZJŠ Brno        | 26 | 7  | 3 | 16 | 24 | 49 | 17 |
| 14.  | TJ Spartak Hradec Králové  | 26 | 5  | 6 | 15 | 28 | 48 | 16 |

## Soupisky mužstev

### Sparta Praha
Pavel Kouba (6/0/1),
Antonín Kramerius (23/0/9) –
Pavel Dyba (24/1),
Pavol Hudcovský (8/0),
František Chovanec (1/0),
František Jílek (1/0),
Josef Jurkanin (20/6),
Milan Kollár (9/0),
Vladimír Kos (1/0),
Andrej Kvašňák (23/13),
Jiří Laciga (9/0),
Václav Mašek (22/14),
Václav Migas (25/2),
Jaromír Možíš (12/2),
Ivan Mráz (12/10),
Tomáš Pospíchal (18/2),
Jiří Rosický (5/0),
Jan Tenner (3/0),
Jiří Tichý (24/0),
Bohumil Veselý (13/0),
Josef Vojta (24/1),
Václav Vrána (12/1) –
trenér Václav Ježek

### Slovan Bratislava
Alexander Vencel (26/0/14) –
Ľudovít Cvetler (26/4),
Jozef Fillo (8/0),
Alexander Horváth (13/1),
Ivan Hrdlička (26/5),
Vladimír Hrivnák (7/0),
Karol Jokl (23/8),
Viliam Laššo (6/0),
Ernest Malaszký (4/0),
Ján Medviď (14/3),
Peter Mutkovič (21/0),
Ladislav Móder (6/0),
Jozef Obert (26/6),
Ján Popluhár (26/0),
Jozef Tománek (26/1),
Anton Urban (19/0),
Ľudovít Zlocha (17/4) –
trenér Ján Hucko

### Spartak Trnava
Josef Geryk (23/0/7),
Jaroslav Macháč (3/0/2) –
Jozef Adamec (26/21),
Vladimír Baláž (1/0),
Emil Brunovský (3/0),
Karol Dobiaš (26/0),
Alojz Fandel (1/1),
Adam Farkaš (23/7),
Vladimír Hagara (24/0),
Anton Hrušecký (25/2),
Stanislav Jarábek (25/0),
Dušan Kabát (24/2),
Jaroslav Kravárik (15/4),
Ladislav Kuna (26/7),
Kamil Majerník (26/0),
Valerián Švec (21/8) –
trenér Anton Malatinský

### AS Dukla Praha
František Kozinka (1/0/0),
Ivo Viktor (25/0/8) –
Jan Brumovský (11/3),
Jiří Čadek (18/0),
Miroslav Čmarada (13/0),
Milan Dvořák (21/1),
Ján Geleta (24/4),
Josef Jelínek (12/2),
František Knebort (12/3),
Josef Masopust (22/4),
Josef Nedorost (19/12),
Ivan Novák (25/0),
Miroslav Rödr (9/5),
František Smolík (1/0),
Stanislav Štrunc (23/15),
Vladimír Táborský (21/1),
Josef Vacenovský (11/2),
Ján Zlocha (13/0) –
trenér Bohumil Musil

### Slavia Praha
Josef Ledecký (15/0/4),
Jiří Vošta (14/0/3) –
Ján Balogh (1/0),
Václav Bouška (4/1),
Jiří Hildebrandt (23/0),
Josef Kadraba (21/12),
Karel Knesl (6/0),
Jan Lála (23/0),
Josef Linhart (13/0),
František Morávek (15/0),
Karel Nepomucký (25/4),
Václav Novák (3/0),
Josef Píša (16/8),
Bohumil Smolík (26/0),
Jaroslav Šimek (5/0),
František Šindelář (5/0),
Bedřich Tesař (25/1),
František Uldrych (1/0),
František Veselý (26/9),
Josef Vokáček (5/0),
Milan Zachariáš (1/0),
Miloslav Ziegler (21/4) –
trenéři František Ipser (1.–2. kolo), Vratislav Fikejz (3.–6. kolo), Mirko Paráček (7.–13. kolo) a František Havránek (14.–26. kolo)

### Jednota Trenčín
Vojtech Oravec (8/0/2),
Tibor Rihošek (22/0/6) –
Dušan Bartovič (20/3),
Pavol Bencz (13/4),
Miroslav Čemez (24/0),
Ján Daranský (2/0),
Ján Gomola (6/1),
Milan Hochel (8/0),
Štefan Hojsík (25/7),
Michal Janovský (9/3),
Juraj Jenčík (13/4),
Ľudovít Koiš (11/0),
Vojtech Masný (26/9),
Vladimír Mojžiš (25/0),
Milan Navrátil (25/6),
Anton Pokorný (23/0),
Ferdinand Schwarz (25/2),
František Urvay (6/0) –
trenér Michal Vičan

### Jednota Žilina
František Plach (23/0/5),
František Smak (4/0/0) –
Jozef Gargulák (16/0),
Jozef Hrablík (11/5),
Dušan Chlapík (25/0),
Miroslav Chovan (1/0),
Ján Kirth (11/0),
Miroslav Kráľ (25/7),
Štefan Kuchár (18/7),
Pavol Majerčík (13/4),
František Mareš (14/1),
Karel Palivec (3/2),
Štefan Pažický (9/2),
Rudolf Podolák (26/5),
Anton Srbecký (22/2),
Milan Staškovan (24/0),
Ján Sudora (11/0),
Jozef Štolfa (12/0),
Tibor Takács (11/7),
Jozef Zigo (19/1) –
trenér Oldřich Šubrt

### VSS Košice
Roman Benedik (1/0/0),
Anton Švajlen (26/3/9) –
Jozef Bomba (13/1),
Jaroslav Boroš (20/3),
Gejza Csákvári (11/0),
Jozef Desiatnik (24/3),
František Hoholko (16/3),
Štefan Jutka (11/0),
Václav Jutka (17/0),
Július Kánássy (14/0),
Jan Klimeš (8/0),
Alexander Köteles (9/0),
Milan Mravec (24/4),
Michal Pavlík (10/0),
Ján Pivarník (26/2),
Jaroslav Pollák (26/0),
Adolf Scherer (13/5),
Anton Smetana (1/0),
Juraj Šomoši (25/3) –
trenér Štefan Jačiansky

### Sklo Union Teplice
Václav Kameník (8/0/3),
Jiří Sedláček (20/0/6) –
Jaroslav Dočkal (23/4),
Jiří Grund (7/0),
Jiří Hoffmann (15/0),
Milan Holomoj (17/0),
Karel Chlad (1/0),
Jaroslav Jambor (3/1),
František Jílek (12/1),
Julius Kantor (21/8),
Karel Koleš (1/0),
Milan Kopecký (5/0),
Miloslav Landa (10/1),
Alfréd Malina (26/0),
Josef Myslivec (25/0),
Jiří Novák (19/0),
Jiří Setínský (12/0),
Rudolf Smetana (26/0),
Emil Stibor (16/0),
Pavel Stratil (26/8) –
trenér Antonín Rýgr

### Inter Bratislava
Peter Fülle (25/0/6),
Justín Javorek (2/0/0) –
Titus Buberník (26/1),
Ivan Daňo (19/0),
Pavol Daučík (4/0),
Ottmar Deutsch (25/0),
Ján Feriančík (8/0),
Eduard Gáborík (21/0),
Milan Hrica (22/0),
Vladimír Kondrlík (1/0),
Mikuláš Krnáč (12/2),
Milan Lehocký (1/0),
Jozef Levický (26/7),
Jozef Móder (1/0),
Pavol Molnár (13/1),
Anton Obložinský (24/10),
Ján Ondrášek (23/8),
Juraj Szikora (20/5),
Vladimír Weiss (25/2) –
trenéři Karol Bučko (1.–14. kolo) a Ladislav Kačáni (15.–26. kolo)

### TJ Bohemians ČKD Praha
Vladimír Doležal (1/0/0),
Jaroslav Růžek (13/0/3),
Jaromír Ředina (14/0/3) –
Zdeněk Bohatý (7/1),
Mário Buzek (7/0),
Jaroslav Findejs (9/1),
Antonín Holeček (23/2),
Václav Horák (24/2),
Štefan Ivančík (10/1),
Jozef Jarabinský (19/2),
Josef Jílek (7/0),
Josef Kolman (22/3),
Josef Kovařík (6/0),
Milan Kratochvíl (20/1),
Jiří Kříž (21/0),
František Mottl (19/3),
Květoslav Novák (13/0),
Petr Packert (20/6),
Miroslav Pohuněk (11/0),
Ján Rummel (1/0),
František Růžička (21/0),
Petr Sedlák (5/1),
Oldřich Vojáček (2/0) –
trenér Jiří Rubáš

### Lokomotíva Košice
Anton Flešár (17/0/5),
Viliam Schrojf (10/0/1) –
Ján Bodnár (6/0),
Štefan Daňo (25/4),
Štefan Gyurek (26/5),
František Hájek (23/1),
Vladimír Hric (3/0),
Eduard Hudák (14/0),
Ondrej Ištók (17/0),
Mikuláš Kassai (17/3),
Ondrej Knap (22/0),
Štefan Lazar (12/0),
Dezider Serfözö (8/1),
Adolf Scherer (9/0),
Vladimír Šalaga (8/1),
Štefan Šándor (3/0),
Ján Šlosiarik (24/0),
František Šnýr (8/1),
Ladislav Turanský (11/0),
Milan Urban (25/0),
Pavol Vyskočil (4/0) –
trenéři Jozef Gögh (1.–13. kolo) a Štefan Čambal (14.–26. kolo)

### TJ Spartak ZJŠ Brno
Viliam Padúch (26/0/6),
Pavel Spišák (1/0/0) –
Vladimír Bartoň (11/0),
Josef Bouška (24/5),
Vlastimil Bubník (7/1),
Zdeněk Farmačka (14/0),
Viliam Hrnčár (9/0),
Ludovít Huščava (15/0),
Čestmír Chaloupka (3/0),
František Janků (4/0),
Karel Kohlík (9/0),
Karel Komárek (13/0),
Jan Kopenec (4/0),
Karel Lichtnégl (5/0),
Václav Lunda (2/3),
Josif Michailidis (3/0),
Bohumil Píšek (25/0),
Bedřich Soukal (13/0),
Miloš Stloukal (14/0),
Petr Svoboda (18/5),
Jiří Sýkora (22/7),
Rudolf Šefčík (12/2),
Miroslav Vítů (18/0),
Jaroslav Vojta (21/2) –
trenéři Karel Kolský (1.–8. kolo), Karel Nepala (9.–13. kolo) a František Čejka (14.–26. kolo), asistent Josef Jaroš

### TJ Spartak Hradec Králové
Jindřich Jindra (22/0/4),
Milan Paulus (7/0/0) –
Jozef Buránsky (6/0),
František Cerman (6/0),
Jaroslav Fišer (9/2),
Zdeněk Franc (5/1),
Jiří Hledík (9/0),
František Huml (25/0),
Zdeněk Konečný (9/0),
František Kopečný (16/1),
Ladislav Moník (25/1),
Zdeněk Pičman (25/0),
Ladislav Pokorný (9/1),
Edmund Schmidt (22/7),
František Silbernágl (15/1),
Bedřich Šonka (13/0),
František Šuranský (12/1),
Rudolf Tauchen (18/2),
Ivo Tomešek (2/0),
Petr Zahálka (10/0),
Miroslav Zelinka (4/0),
Zdeněk Zikán (26/10) –
trenéři František Havránek (1.–13. kolo) a Vratislav Dittrich (14.–26. kolo)